# La marquise est à Bicêtre
Pour plus de détails, voir Fiche technique et Distribution.
La marquise est à Bicêtre est un film français réalisé par Paul Vecchiali, sorti en 2003.

## Synopsis
Une marquise milliardaire vend les actions de sa holding publicitaire à son chauffeur pour un euro symbolique et rejoint une bande de clochards près de l'hôpital de Bicêtre.

## Fiche technique
- Titre : La marquise est à Bicêtre
- Réalisation, scénario et dialogues : Paul Vecchiali
- Format image : couleur
- Genre : comédie
- Format son : stéréo
- Langue : français

## Distribution
- Annie Girardot
- Jean-Claude Dreyfus
- Danielle Darrieux
- Jacques Perrin
- Marianne Basler